# Stazione di Matera Sud
Stazione di Matera Sud vasútállomás Olaszországban, Matera településen.

## Vasútvonalak
Az állomást az alábbi vasútvonalak érintik:
- Bari–Matera–Montalbano Jonico-vasútvonal

## Kapcsolódó állomások
A vasútállomáshoz az alábbi állomások vannak a legközelebb:
- Matera Centrale railway station (Stazione di Bari Centrale (FAL), Bari–Matera–Montalbano Jonico-vasútvonal)
- Parco dei Monaci railway station (–1972, Montalbano Jonico train station, Bari–Matera–Montalbano Jonico-vasútvonal)